# Goryphus maculiceps
Goryphus maculiceps är en stekelart som först beskrevs av Cameron 1905.  Goryphus maculiceps ingår i släktet Goryphus och familjen brokparasitsteklar. Inga underarter finns listade i Catalogue of Life.